# Carl Oldwig von Natzmer
Carl Oldwig Leopold von Natzmer (* 26. November 1878 in Berlin; † 17. September 1943 ebenda) war ein deutscher Verwaltungsbeamter und Rittergutsbesitzer.

## Leben

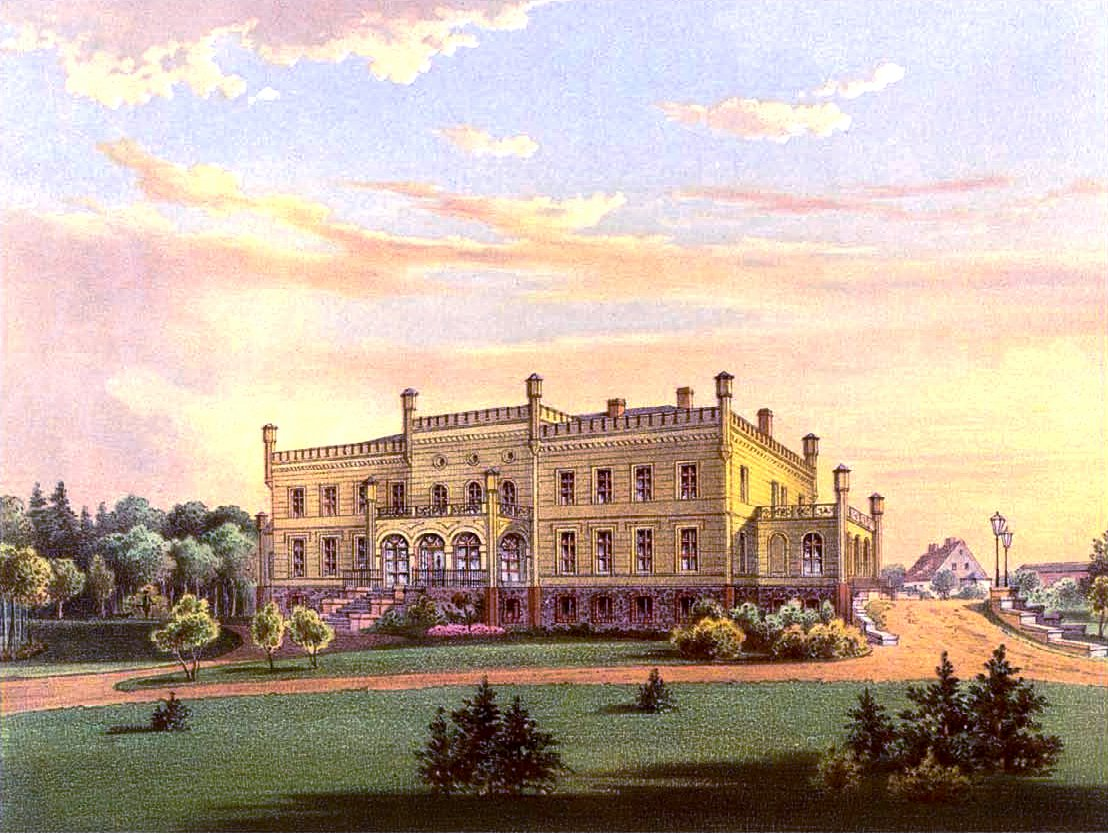
Schloss Jerskewitz um 1860, Sammlung Alexander Duncker

Carl Oldwig von Natzmer studierte Rechtswissenschaften an der Ruprecht-Karls-Universität Heidelberg und der Georg-August-Universität Göttingen. 1898 wurde er Mitglied des Corps Saxo-Borussia Heidelberg. 1899 schloss er sich dem Corps Saxonia Göttingen an. Nach Abschluss des Studiums und dem Referendariat legte er 1908 das zweite Staatsexamen ab. Anschließend war er Regierungsassessor in Frankfurt am Main und Wiesbaden. 1913 wurde er als Regierungsrat zur Regierung Potsdam versetzt. Von 1917 bis 1918 war Landrat des Kreises Pleschen.
Nach dem Ende des Ersten Weltkriegs schied von Natzmer aus dem Staatsdienst aus und lebte bis 1930 auf dem etwa 1500 Hektar großen Rittergut Jerskewitz, dessen Besitzer er 1924 wurde. Anschließend lebte er bis zu seinem Tod 1943 in Berlin. Er war verheiratet mit Annemarie von Boehn.

## Schriften
- Der volksschulmäßige Religionsunterricht von Kindern aus Mischehen im Gebiete des preußischen Landrechts, Dissertation, Leipzig 1908